# Uloborus jarrei
Uloborus jarrei är en spindelart som beskrevs av Lucien Berland och Jacques Millot 1940. Uloborus jarrei ingår i släktet Uloborus och familjen krusnätsspindlar.
Artens utbredningsområde är Guinea. Inga underarter finns listade i Catalogue of Life.